# 앤하이저부시 인베브
앤하이저부시 인베브 SA/NV(영어: Anheuser-Busch InBev SA/NV, 약어: ABI)는 벨기에의 맥주 제조 회사이다. ABI는 적극적인 M&A 정책으로 20만명 가까운 직원들이 50개국(2017년 기준)에서 활동을 하고 있는 세계적인 맥주 제조, 판매 기업이다.
다른 경쟁자들인 칼스버그, 하이네켄의 세계 맥주시장 점유율이 한자리 수, 또는 10퍼센트 정도를 왔다갔다 하는 것에 비해, ABI는 세계 맥주시장 점유율의 약 30%정도를(생산량 기준, 2016년) 차지 함으로써 독보적인 위치를 차지하고 있다.
카스, 오비 프리미어 등을 생산하는 대한민국의 맥주 회사 오비맥주도 ABI의 소유이다.

## 기업 인수
- 2004년 Interbrew라는 벨기에 맥주회사와 Ambev라는 브라질 맥주 회사가 합병하여 InBev가 되었다.
- 2008년 앤하이저부시와 합병하며 앤하이저부시 인베브가 되었다. M&A를 한다고 해서 항상 상호명이 바뀌는 것이 아닌데도 앤하이저부시를 인수하며 InBev에서 AB InBev가 된 이유는 미국 시장 때문이다. 미국 맥주 시장 점유율의 50%정도를 차지하는 버드와이저의 회사 앤하이저부시와 합병하며 미국인들이 애국심에 혹시나 판매량이 떨어질 것을 염려해 상호 앞에 AB를 붙이게 되었다.
- 2015년 10월 ABI와 사브밀러가 합병키로 결정[3]하고 2016년 10월 합병 작업을 종료했다. 합병 후 회사명은 Anheuser-Busch InBev SA/NV(AB InBev)로 정했다.

## 브랜드
2015년 기준 전 세계에서 200개가 넘는 맥주 브랜드를 소유하고 있으며, 가장 잘 알려진 브랜드로는 버드와이저, 코로나, 스텔라 아르투아, 호가든 등이 있다. ABI는 자신들이 가진 맥주 브랜드를 3가지로 분류한다. Global, international, local champion이 세 가지 분류 기준이고. 기본적으로 global브랜드에는 전 세계 공통적으로 잘 팔리는 브랜드, international은 각 대륙, 또는 몇 개국에서 잘 팔리는 브랜드들이고, local champion은 대한민국의 카스와 같이 그 나라의 브랜드들을 말한다.